# Shut Up!
Shut Up! is de tweede single van het album "Still Not Getting Any..." van de Canadese rockband Simple Plan. Het kan gezien worden als een antwoord op de muziekcritici die de band beoordelen als commercieel. Het nummer werd gespeeld op de Nickelodeon Kids' Choice Awards van 2005.
Het nummer was een succes in Zweden, waar het op de derde plaats kwam. In Australië en Nieuw-Zeeland, waar Simple Plan eerder al veel succes had, verscheen het niet in de top-10, in Nieuw-Zeeland kwam hij op 11. In Australië bleef het steken op 14. Het was het eerste nummer van Simple Plan dat binnenkwam in de Nederlandse Top 40, hij piekte op 35 en bleef 7 weken in de lijst. In België verscheen hij niet in de charts.

## Videoclip
De video begint met de bandleden op straat. Ze lopen een hotel binnen, richting een balzaal waar een deftig feest aan de gang is. Ze pakken hun instrumenten en beginnen te spelen, waarmee ze grote verwarring scheppen. Na een tijd beginnen de bandleden op tafels te springen en spullen te vernielen. Enkele jongere gasten van het feest beginnen het leuke muziek te vinden tot een man naar Pierre Bouvier, de leadzanger, toekomt en zegt "Dude, there's been a major mix up." ("Dude, er is een groot misverstand."). Bouvier vraagt "Are we in the wrong place?" ("Zijn we op de verkeerde plek?"). Nadat dit bevestig wordt zegt hij "I thought something was up!" ("Ik dacht al dat er iets aan de hand was!"). Hierop spoelt de video terug, en eindigt dit keer in een club waar het einde van het nummer wordt gespeeld.

## Tracklist
| Nr. | Titel                           | Duur |
| --- | ------------------------------- | ---- |
| 1.  | Shut Up!                        | 3:01 |
| 2.  | Welcome to My Life (Akoestisch) |      |
| 3.  | I'd Do Anything (Live)          |      |

| Nr. | Titel                         | Duur |
| --- | ----------------------------- | ---- |
| 1.  | Shut Up! (Albumversie)        |      |
| 2.  | Shut Up! (Surround sound mix) |      |
| 3.  | Shut Up! (Video)              |      |
| 4.  | Simple Plan EPK               |      |

## Hitnoteringen
| Nummer | 97 | 80 | 35 | 40 | 41 | 62 | 95 | uit |

| Land          | Charts          | Charts       |
|               | Hoogste positie | Aantal weken |
| ------------- | --------------- | ------------ |
| Australië     | 14              | 14           |
| Nederland     | 35              | 7            |
| Nieuw-Zeeland | 11              | 6            |
| Oostenrijk    | 59              | 7            |
| Zweden        | 3               | 7            |